# キルミーベイベー・スーパー
「キルミーベイベー・スーパー」は、テレビアニメ『キルミーベイベー』のベストアルバム。2013年10月16日にポニーキャニオンから発売された。

## 概要
2012年に放送されたテレビアニメ『キルミーベイベー』のオープニングテーマ「キルミーのベイベー!」やエンディングテーマ「ふたりのきもちのほんとのひみつ」をはじめ、キャラクターソングやリミックスなどボーカル曲を中心に収録したベストアルバム。
当初は全14曲収録の予定だったが、後に未発表音源「キルミーのベイベー! (LIVE)」の追加収録が決定し全15曲の収録となった。また本作は新作アニメーション「ぶつぞうけがってにせはろうぃーん」を収録したDVDが付属する。
初回生産分のみ、着せ替えジャケット（スーパー・ジャケット）仕様。また、ジャケットは原作者のカヅホによる描き下ろしである。

## 収録内容
Disc 1
| #   | タイトル                                                                          | 作詞               | 作曲     | 編曲             |
| --- | --------------------------------------------------------------------------------- | ------------------ | -------- | ---------------- |
| 1.  | 「キルミーのベイベー!」(歌：やすなとソーニャ（CV:赤﨑千夏、田村睦心）)            | 藤本功一           | EXPO     | EXPO             |
| 2.  | 「ふたりのきもちのほんとのひみつ」(歌：やすなとソーニャ（CV:赤﨑千夏、田村睦心）) | 藤本功一、松前公高 | 松前公高 | EXPO             |
| 3.  | 「HOW TO ENJOY」(歌：やすな（CV:赤﨑千夏）)                                       | はかせ (IOSYS)     | 松前公高 | 松前公高         |
| 4.  | 「今日も二人で」(歌：やすな（CV:赤﨑千夏）)                                       | はかせ (IOSYS)     | 山口優   | 山口優・谷口尚久 |
| 5.  | 「Wanted ! OBAKA dead or alive」(歌：ソーニャ（CV:田村睦心）)                     | 七条レタス (IOSYS) | 永田太郎 | 永田太郎         |
| 6.  | 「焼きそばパン」(歌：ソーニャ（CV:田村睦心）)                                     | はかせ (IOSYS)     | 山口優   | 山口優           |
| 7.  | 「ティーンエイジ・ハイスクール・ニンジャ・ガール」(歌：あぎり（CV:高部あい）)     | 松前公高           | 松前公高 | 松前公高         |
| 8.  | 「空き地と野良猫」(歌：あぎり（CV:高部あい）)                                     | はかせ (IOSYS)     | 片岡知子 | 片岡知子         |
| 9.  | 「キルミーのベイベー!のさらにウザいやつ」(リミックス)                             | 藤本功一           | EXPO     | EXPO             |
| 10. | 「キルミーのベイベー!のウザくないやつ」(リアレンジ)                               | 藤本功一           | EXPO     | EXPO             |
| 11. | 「キルミーのベイベー!2062」(リアレンジ)                                           | 藤本功一           | EXPO     | EXPO             |
| 12. | 「ふたりのきもちのほんとのひみつ 骨折篇」(リアレンジ)                             | 藤本功一、松前公高 | 松前公高 | EXPO             |
| 13. | 「ふたりのきもちのほんとのひみつ (without MEGANE Mix)」(リミックス)               | 藤本功一、松前公高 | 松前公高 | EXPO             |
| 14. | 「ふたりのきもちのほんとのひみつ iMS-20 for iPad Mix」(リアレンジ)                | 藤本功一、松前公高 | 松前公高 | EXPO             |
| 15. | 「キルミーのベイベー!」(LIVE; 歌：やすなとソーニャ（CV:赤﨑千夏、田村睦心）)      | 藤本功一           | EXPO     | EXPO             |

Disc 2
| #  | タイトル                             | 作詞 | 作曲・編曲 | 監督     |
| -- | ------------------------------------ | ---- | ---------- | -------- |
| 1. | 「ぶつぞうけがってにせはろうぃーん」 |      |            | 山川吉樹 |

### 解説

#### Disc 1
1. キルミーのベイベー!
  - 両A面シングル「キルミーのベイベー!/ふたりのきもちのほんとのひみつ」収録曲。
  - テレビアニメ『キルミーベイベー』オープニングテーマ。
2. ふたりのきもちのほんとのひみつ
  - 両A面シングル「キルミーのベイベー!/ふたりのきもちのほんとのひみつ」収録曲。
  - テレビアニメ『キルミーベイベー』エンディングテーマ。
3. HOW TO ENJOY
  - 「「キルミーベイベー」キャラクターソングCD」【やすな】盤収録曲。
  - 楽曲のタイトルは呉織あぎり役の高部あいが考案した。
4. 今日も二人で
  - 「「キルミーベイベー」キャラクターソングCD」【やすな】盤収録曲。
5. Wanted! OBAKA dead or alive
  - 「「キルミーベイベー」キャラクターソングCD」【ソーニャ】盤収録曲。
6. 焼きそばパン
  - 「「キルミーベイベー」キャラクターソングCD」【ソーニャ】盤収録曲。
7. ティーンエイジ・ハイスクール・ニンジャ・ガール
  - 「「キルミーベイベー」キャラクターソングCD」【あぎり】盤収録曲。
8. 空き地と野良猫
  - 「「キルミーベイベー」キャラクターソングCD」【あぎり】盤収録曲。
9. キルミーのベイベー! のさらにウザいやつ
  - 両A面シングル「キルミーのベイベー!/ふたりのきもちのほんとのひみつ」【起】盤収録曲。
10. キルミーのベイベー! のウザくないやつ
  - 両A面シングル「キルミーのベイベー!/ふたりのきもちのほんとのひみつ」【承】盤収録曲。
11. キルミーのベイベー! 2062
  - 両A面シングル「キルミーのベイベー!/ふたりのきもちのほんとのひみつ」【転】盤収録曲。
12. ふたりのきもちのほんとのひみつ 骨折篇
  - 両A面シングル「キルミーのベイベー!/ふたりのきもちのほんとのひみつ」【起】盤収録曲。
13. ふたりのきもちのほんとのひみつ (without MEGANE Mix)
  - 両A面シングル「キルミーのベイベー!/ふたりのきもちのほんとのひみつ」【承】盤収録曲。
14. ふたりのきもちのほんとのひみつ iMS-20 for iPad Mix
  - 両A面シングル「キルミーのベイベー!/ふたりのきもちのほんとのひみつ」【転】盤収録曲。
15. キルミーのベイベー! (LIVE)
  - 両A面シングル「キルミーのベイベー!/ふたりのきもちのほんとのひみつ」収録曲の未発表ライブ音源[注釈 2]。

#### Disc 2
1. ぶつぞうけがってにせはろうぃーん
  - 未映像化原作エピソードからセレクトしたショートストーリー8本がオムニバス形式で構成されている。
  - スタッフ・担当声優はテレビアニメと同一だが、絵柄はより原作に近いタッチに変更された。端役は新井里美が1人で担当しているほか、没キャラは登場しない。